# Tour d’Indre-et-Loire
Die Tour d’Indre-et-Loire war ein französischer Radsportwettbewerb im Straßenradsport und wurde als Etappenrennen für Berufsfahrer ausgetragen.

## Geschichte
Die Tour d’Indre-et-Loire wurde 1970 begründet und bis 1982 veranstaltet. Der Kurs führte über drei Etappen in der Nähe der Stadt Tours durch das Département Indre-et-Loire. Das Rennen hatte 13 Ausgaben.

## Sieger
- 1970  Ercole Gualazzini
- 1971  Daniel Proust
- 1972  Bernard Thévenet
- 1973  Yves Hézard
- 1974  Hennie Kuiper
- 1975  Roy Schuiten
- 1976  Bernard Hinault
- 1977  Jean-Pierre Danguillaume
- 1978  Giuseppe Saronni
- 1979  Gregor Braun
- 1980  Jean-Luc Vandenbroucke
- 1981  Stephen Roche
- 1982  Patrick Perret